# Camsá
Le camsá (ou kamsá) est une langue amérindienne isolée parlée dans le Sud-Ouest de la Colombie, dans l'Est de la région de Sibundoy, le long de la rivière Putumayo par 4 000 personnes.

## Écriture
| a | b | c | ch | d | e  | ë | f | g  | i | j  | k  | l | ll | m | n |
| ñ | o | p | q  | r | rr | s | s̈ | sh | t | ts | ts̈ | u | v  | y | z |

Le ÿ est aussi utilisé pour représenter une affriquée après le n.

## Phonologie

### Voyelles
|         | Antérieure | Centrale | Postérieure |
| ------- | ---------- | -------- | ----------- |
| Fermée  | i [i]      | ɨ [ɨ]    | u [u]       |
| Moyenne | e [e]      |          |             |
| Ouverte |            | a [a]    |             |

### Consonnes
|               |               | Bilabiale | Dentale | Latérale | Palatale | Alvéolaire | Vélaire |
| ------------- | ------------- | --------- | ------- | -------- | -------- | ---------- | ------- |
| Occlusives    | Sourdes       |           | t [t]   |          |          |            | k [k]   |
| Occlusives    | Sonores       | b [b]     | d [d]   |          |          |            | g [g]   |
| Fricatives    | Sourdes       |           | s [s]   |          | š [ʃ]    | [ɕ]        | x [x]   |
| Fricatives    | Sonores       |           | z [z]   |          |          |            |         |
| Affriquées    | Affriquées    |           | c [t͡s]  |          | č [t͡ʃ]   | [t͡ɕ]       |         |
| Nasales       | Nasales       | m [m]     | n [n]   |          | ɲ [ɲ]    |            |         |
| Liquides      | Liquides      |           |         | l [l]    |          |            |         |
| Semi-voyelles | Semi-voyelles | w [w]     |         |          | j [j]    |            |         |